# Oksana Kurt
Oksana Kurt (née Parkhomenko le 28 juillet 1984 à Bakou) est une ancienne joueuse de volley-ball azérie. Elle mesure 1,84 m et jouait au poste de passeuse. Elle a totalisé 143 sélections en équipe d'Azerbaïdjan.

## Clubs
| Club                | De        | À         |
| ------------------- | --------- | --------- |
| Nagliyatchi Bakou   | 1999-2000 | 1999-2000 |
| Yeşilyurt Istanbul  | 2000-2001 | 2000-2001 |
| Azerrail Bakou      | 2001-2002 | 2006-2007 |
| Voléro Zurich       | 2007-2007 | 2007-2007 |
| Azerrail Bakou      | 2007-2008 | 2007-2008 |
| Fenerbahçe İstanbul | 2008-2009 | 2008-2009 |
| Dinamo Moscou       | 2009-2010 | 2010-2011 |
| Azerrail Bakou      | 2011-2012 | 2012-2013 |
| Azəryol VK          | 2013-2014 | 2014-2015 |

## Palmarès
- Top Teams Cup
  - Vainqueur : 2002.
- Championnat d'Azerbaïdjan
  - Vainqueur : 2003, 2004, 2005.
  - Finaliste : 2014.
- Championnat de Suisse
  - Vainqueur : 2007.
- Championnat de Turquie
  - Vainqueur : 2009.
- Coupe de Russie
  - Vainqueur: 2010.